# Sostiene Pereira
Sostiene Pereira. Una testimonianza è un romanzo di Antonio Tabucchi, pubblicato da Feltrinelli nel 1994. Ambientato nel 1938, la storia racconta di Pereira, un giornalista di mezz'età che gestisce la pagina culturale di un quotidiano di Lisbona, descrivendo la sua progressiva presa di posizione contro la dittatura salazarista, dibattuto tra la sua coscienza e le restrizioni imposte dal regime.
Secondo l'autore, «Pereira inizialmente ha una ripugnanza di ordine estetico nei confronti del regime. Gli danno fastidio i soldati per le strade, le parate, i balli, le feste e tutte quelle cose che le dittature portano con sé. Ho voluto descrivere un percorso attraverso il quale la ripugnanza estetica diventa etica». Lo ha inoltre definito «romanzo di formazione alla rovescia».
Il romanzo vinse il premio Campiello e il premio Viareggio per la narrativa con la seguente motivazione: «La coscienza, le inquietudini, i sentimenti di personaggi di normale formato sono raccontati nella loro progressiva maturazione esistenziale e in luoghi e tempi precisi dove l'incalzare di uno dei momenti più tragici della storia dell'Europa del '900 diventa limpida struttura narrativa».

## Trama
Il romanzo è ambientato a Lisbona, capitale del Portogallo, nel 1938, durante il regime dittatoriale guidato da António Salazar. Il dottor Pereira (il cui nome di battesimo non viene mai rivelato) è un giornalista che ha abbandonato le rubriche di cronaca nera per dirigere la rubrica culturale di un quotidiano del pomeriggio della città, il Lisboa. Personaggio solitario e quieto, non ha mai avuto idee o posizioni politiche ed è sempre stato dedito solo al lavoro, alla letteratura, quella francese in particolare, e al ricordo di sua moglie, morta da qualche anno di tisi, al cui ritratto continua a parlare ogni giorno. Pereira è anche cardiopatico, obeso e molto abitudinario (pranza tutti i giorni al Café Orquidea ordinando sempre le stesse cose, omelette alle erbe aromatiche e limonata).
Un giorno Pereira, leggendo un articolo su una rivista, ne resta piacevolmente colpito e decide di contattarne l'autore per offrirgli un posto come collaboratore esterno della rubrica da lui curata. L'autore, un giovane di origini italiane di nome Francesco Monteiro Rossi, accetta senza titubanze; Pereira lo prende così in prova, richiedendogli di scrivere dei necrologi anticipati di personaggi celebri ancora in vita (chiamati "coccodrilli" nel gergo giornalistico), in modo che siano pronti per pubblicarli in caso di morte improvvisa del soggetto. Il giovane, tuttavia, invece di scrivere i necrologi dei personaggi che Pereira gli indica, ne scrive altri, come quello di Gabriele D'Annunzio, di cui attacca con ferocia l'adesione al fascismo (in realtà il poeta se ne era da tempo allontanato), che vengono giudicati non pubblicabili da Pereira, in quanto, a causa del contenuto fortemente politico e avverso al regime, sarebbero scomodi e facilmente censurabili, se non addirittura pericolosi.
Pereira, vedendo le difficoltà del giovane, influenzato anche dallo spirito rivoluzionario della fidanzata Marta, è combattuto tra il desiderio di aiutarlo e quello di non essere coinvolto in questioni politiche a causa delle quali teme di finire nei guai. Poco tempo dopo Pereira conosce il dottor Cardoso, medico direttore della clinica talassoterapica di Parede (dove il giornalista si reca per dimagrire e curare la sua cardiopatia), che gli confida il suo proposito di abbandonare il Portogallo per spostarsi in Francia, nazione ritenuta ideale di libertà. Pereira parla con Cardoso del senso di inquietudine che prova da un po' di tempo e Cardoso gli espone una teoria ipotizzata da psicologi francesi: la teoria della confederazione delle anime. Secondo tale teoria, ogni persona non ha una sola anima ma una confederazione di anime su cui ne domina una, un "io egemone", ed a volte può accadere che una di queste anime si rafforzi al punto da prendere il sopravvento e diventare un nuovo io egemone, determinando così una vera e propria metamorfosi; l'inquietudine di Pereira potrebbe essere quindi il preludio di un grande cambiamento.
Pian piano, di conseguenza, Pereira inizia a prendere consapevolezza della realtà della sua nazione e del regime che la governa, delle violenze, delle intimidazioni e della pesante censura a cui è sottoposta la stampa; tutte cose a cui non aveva fino ad allora fatto caso, isolato com'era dalla vita reale, concentrato solo sui suoi ricordi, sulle sue attività e sulla paura della morte. A un certo punto Monteiro Rossi, ricercato per aver creato, insieme al cugino, dei passaporti falsi, cerca rifugio nella casa di Pereira, dove viene interrogato, picchiato e ucciso da due loschi individui che si dichiarano uomini della polizia politica. Da questo delitto Pereira trae la forza per agire: dopo essersi recato al Café Orquidea e, per la prima volta, aver consumato un pasto non a base di omelette e limonata (prende un Porto secco), con un trucco azzardato (chiede al dottor Cardoso di fingersi un funzionario della censura che dà il consenso alla pubblicazione dell'articolo nel momento in cui Pereira gli telefonerà dalla redazione), riesce a far pubblicare sul giornale quello che è insieme il necrologio di Monteiro Rossi e un articolo di denuncia verso il regime, costruito con sottile e sapiente ironia, per poi preparare subito la valigia e fuggire dal Portogallo. 
Da intellettuale abitudinario e pigro, Pereira diventa, quindi, un impegnato oppositore della dittatura. Da antieroe, dunque, egli arriva a compiere un gesto di "eroismo" e di ribellione al regime, che diventa un importante momento di riscatto.

## Opere derivate
- Da Sostiene Pereira è stato tratto un film omonimo nel 1995, diretto da Roberto Faenza, nel quale Pereira e Monteiro Rossi sono interpretati rispettivamente da Marcello Mastroianni e Stefano Dionisi.
- Nel 2010 uno sceneggiato teatrale di Gianni Guardigli e Teresa Pedroni[7].
- Nel 2014 è apparsa una prima riduzione come romanzo a fumetti realizzato da Marino Magliani e illustrato da Marco D'Aponte, edito da Tunué.
- Nel 2016 in Francia è stata realizzata una riduzione a fumetti da parte di Pierre-Henry Gomont per l'editore Sarbacane, edita in Italia nel 2019 per Feltrinelli Comics come Sostiene Pereira - Una testimonianza.

## Edizioni
- Sostiene Pereira, Collana I Narratori, Milano, Feltrinelli, gennaio 1994, ISBN 978-88-070-1461-1. - Milano, CDE, 1994; Trezzano sul Naviglio, Euroclub, 1995; La Biblioteca di Repubblica, L'Espresso-La Repubblica, 2002.
- Sostiene Pereira, Introduzione e analisi del testo di Bruno Ferraro, Torino-Milano, Loescher-Feltrinelli, 1995, ISBN 978-88-201-0394-1.
- Sostiene Pereira, Collana UEF, Milano, Feltrinelli, maggio 1996, XL ed. 2015. - Introduzione di Andrea Bajani, Collana UEF, Milano, Feltrinelli, XLIV ed. aprile 2019, ISBN 978-88-078-9215-8.
- in  Romanzi, Collezione Le Comete, Milano, Feltrinelli, 2012, ISBN 978-88-075-3025-8.
- in  Opere, a cura di Thea Rimini, Introduzione e Cronologia di Paolo Mauri, Collana I Meridiani, Milano, Mondadori, 2018, ISBN 978-88-046-8520-3.
- Sostiene Pereira, con uno scritto inedito dell'Autore, contributi di Maria José de Lancastre, Fausto Colombo, Bernard Comment, Stefano Montefiori, Roberto Ferrucci, Ranieri Polese, Giuliano Gramigna, Collana I Saggi del Corriere della Sera, Milano, RCS MediaGroup, 2023, ISBN 977-25-321-0718-2.